# Киенская улица
Киенская улица (до 2024 года — улица Чкалова) (укр. Киїнська вулиця) — улица в Новозаводском районе города Чернигова, исторически сложившаяся местность (район) Заречный. Пролегает от автодороги «Р-56» до улицы Королёва (Трисвятская Слобода). Часть улицы относится к сёлам Киенка и Трисвятская Слобода Черниговского района. 
Примыкают улицы Заречная, Дубовая, Рябиновая, Павловская.

## История
Улица была проложена в начале 1970-е годы в посёлке Заречный Новозаводского района от Михайло-Коцюбинского шоссе в южном направлении. Была застроена индивидуальными домами.
15 августа 1973 года новая улица получила название улица Чкалова — в честь советского лётчика-испытателя, Героя Советского Союза Валерия Павловича Чкалова, согласно Решению исполнительного комитета Черниговского городского совета народных депутатов № 567. 
В декабре 1973 года — после вхождения села Коты в черту города — появилась еще одна улица Чкалова, позже была переименована на улица Коробко. 
С целью проведения политики очищения городского пространства от топонимов, которые возвеличивают, увековечивают, пропагандируют или символизируют Российскую Федерацию и Республику Беларусь, 8 февраля 2024 года улица получила современное название — из-за расположенности возле села Киенка, согласно Решению Черниговского городского совета № 37/VIII-21 «Про переименование улиц в городе Чернигове» («Про перейменування вулиць у місті Чернігові»).

## Застройка
Улица пролегает в юго-западном направлении параллельно улицам Мурахтова, Солнечная и Полянская, сменяется улицей Победы уже на территории села Киенка. Также является автодорогой «Р-56». Парная и непарная стороны улицы заняты усадебной застройкой. Застройка начала улицы (восточная сторона) относится к Чернигову, остальная часть — к сёлами Киенка и Трисвятская Слобода. 
Учреждения: нет. 